# 楊景復
楊景復（?—?），唐朝官员，出自弘农杨氏越公房，是楊素叔祖杨宽的八世孙。
楊景復是左僕射、弘農郡公楊於陵的长子，楊嗣復、楊師復的哥哥。白居易曾经草拟制敕，以楊景復檢校膳部員外郎。根据楊於陵的墓志铭，太和四年（830年）十二月楊於陵去世时，楊景復已经担任衛尉卿。杨景復最后官至同州刺史。